# Ernesto Sabato
Ernesto Sabato (Rojas, 24 de junho de 1911 – Santos Lugares, 30 de abril de 2011) foi um romancista, ensaísta e artista plástico argentino.
Sabato foi vencedor do Prêmio Cervantes de Literatura (1984) e um dos maiores autores argentinos do século XX.

## Vida
Nasceu na província de Buenos Aires, filho de Francisco Sabato e Juana María Ferrari, foi o décimo de onze filhos.
Em 1924 saiu da Escola primária de Rojas.  Realizou seus estudos secundários no Colegio Nacional de La Plata, que concluiu em 1928. No ano de 1929 entrou na Faculdade de Ciências Físico-Matemáticas da Universidade Nacional de La Plata.
Foi um militante ativo do movimento de reforma universitária, fundando o Grupo Insurrexit em 1933, de tendência comunista. Ainda no ano de 1933, foi eleito Secretário Geral da Juventude Comunista. Em um curso conheceu Matilde Kusminsky Richter, uma estudante de 17 anos que abandonou a casa de seus pais para viver com ele.
Em 1934 viajou a Bruxelas como delegado do Partido Comunista ao Congresso contra o Fascismo e a Guerra. Devido aos inconvenientes reinantes em Moscou, abandonou o Congresso e fugiu para Paris. Regressou a Buenos Aires em 1936 e se casou com Matilde.
Em 1938 obteve um Doutorado em Física na Universidade Nacional de La Plata. Graças a Bernardo Houssay, lhe foi concedida uma bolsa anual para realizar trabalhos de investigação sobre radiação atômica no Laboratório Curie em Paris. Nasce seu primeiro filho, Jorge Federico. Em 1939 foi transferido para o Massachusetts Institute of Technology (MIT), deixando Paris antes do estouro da Segunda Guerra Mundial.
Voltou à Argentina em 1940 para ser professor da Universidade de Buenos Aires. Em 1943, devido a uma crise existencial, decide afastar-se definitivamente da área científica, para se dedicar completamente à literatura e a pintura.
Ao final da Segunda Guerra Mundial, em 1945, nasce seu segundo filho, Mario Sabato que será um reconhecido diretor de cinema.
Em 1945 publica seu primeiro livro, Nós e o universo, uma série de artigos filosóficos nos quais crítica a aparente neutralidade moral da ciência e alerta sobre os processos de desumanização nas sociedades tecnológicas. Com o tempo, vai construindo uma postura libertária.
Em 1948 marcou o início do repentino prestígio de Sabato: publicou seu primeiro romance, O túnel, de polida construção psicológica de personagens e de apurada narrativa. Enraizada no existencialismo, uma corrente filosófica de enorme difusão no pós-guerra, O túnel recebeu críticas entusiastas de Albert Camus que fez com que a obra fosse traduzida para o francês por Gallimard.
Em 1961 publica Sobre heróis e tumbas, que foi considerado como o melhor romance Argentino do século XX. Se trata de um romance complexo, no qual a história de decadência de uma família aristocrática se intercala com um comovedor relato intimista sobre a morte do General Juan Lavalle, herói da Independência argentina, e sobre a qual se fez uma peça poética-musical anos depois, com o músico Eduardo Falú, com o título de Romance para a Morte de Juan Lavalle.
"Quando decidi usá-lo em meu romance, não era, de modo algum o desejo de exaltar Lavalle, nem de justificar o fuzilamento de outro grande patriota como foi Dorrego, mas sim de conseguir através da linguagem poética o que jamais se consegue através de documentos de partidários e inimigos; tentar penetrar nesse coração que abriga o amor e o ódio, as grandes paixões e as infinitas contradições do ser humano em todos os tempos e circunstâncias, o que só se consegue através do que se deve chamar de poesia, não no sentido estreito e equivocado que é dado em nosso tempo a essa palavra, mas sim em seu mais profundo e primordial significado."
O romance inclui também o famoso Informe sobre cegos que as vezes foi publicado como peça separada, e que serviu de base para um filme. Se trata de um texto tortuoso que coloca o protagonista nu, ambiente infernal e opressivo, em uma história de pesadelo e paranoia, que transcorre nos sótãos e subterrâneos de Buenos Aires.
No ano de 1975 recebeu o Prêmio de Consagração Nacional da Argentina. Dois anos mais tarde recebeu na Itália o Prêmio Medici.
Por solicitude do presidente Raúl Alfonsín, presidiu entre 1983 e 1984 a CONADEP (Comissão Nacional sobre o Desaparecimento de Pessoas), cuja investigação, publicada no livro Nunca Más, abriu as portas para o julgamento dos militares da ditadura argentina.
Em 1984 recebeu o Prêmio Cervantes. No ano de 1987 foi homenageado na França como Comandante da Legião de Honra. Dois anos mais tarde, em 1989, recebeu em Israel o Prêmio Jerusalém. No mesmo ano recebeu um Doutorado honoris causa da Universidade de Murcia, na Espanha.
No ano de 1991 recebeu um Doutorado honoris causa da Universidade de Rosario, na Argentina e em 1993 recebeu um Doutorado honoris causa da Universidade Estadual de Campinas, São Paulo, Brasil. A mesma honra lhe foi outorgada por parte da Universidade de Turin, na Itália, em 1995, ano em que morreu seu filho Jorge em um acidente automobilístico.
Faleceu na madrugada de 30 de abril de 2011, aos 99 anos de idade.

### Textos autobiográficos
Não é possível realizar uma biografia de Ernesto Sabato sem mencionar o que Sabato disse de Sabato.
Sabato descreve sua estadia em Paris: "durante esse tempo de antagonismos, pela manhã me sepultava entre eletrômetros e provetas e anoitecia nos bares, com os delirantes surrealistas.  No Dome e no Deux Magots, alcoolizado com aqueles enviados do caos e da transgressão, passávamos horas elaborando cadáveres refinados."
"Eu sou um anarquista! Um anarquista no sentido melhor da palavra. O povo crê que anarquista é aquele que põe bombas, mas anarquistas foram os grandes espíritos como, por exemplo, Leon Tolstoi." (Entrevista no diário O Tempo, Bogotá, 22 de junho de 1997)

## Obras
- Nós e o universo, 1945.
- O túnel, 1948.
- Homens e Engrenagens, 1951.
- Heterodoxia, 1953.
- O outro rosto do peronismo, 1956.
- Sobre heróis e tumbas, 1961.
- O escritor e seus fantasmas, 1963.
- Tango, discussão e chave, 1963.
- Aproximação à literatura de nosso tempo: Robbe-Grillet, Borges, Sartre, 1968.
- Abaddón, o exterminador, 1974.
- A cultura na encruzilhada nacional, 1976.
- Defesas e Recusas, 1979.
- Entre a Letra e o Sangue, 1988.
- Antes do Fim, 1998.
- A Resistência, 2000.
- Espanha nos diários de minha velhice, 2004

## Obras completas (em espanhol)

### Romances
- 1948: El túnel
- 1961: Sobre héroes y tumbas
- 1974: Abaddón el exterminador

### Ensaios
- 1945: Uno y el Universo
- 1951: Hombres y engranajes
- 1952: Heterodoxia
- 1956: El otro rostro del peronismo
- 1956: El caso Sábato: torturas y libertad de prensa. Carta abierta al general Aramburu
- 1963: El escritor y sus fantasmas
- 1963: Tango, discusión y clave
- 1967: Pedro Henríquez Ureña
- 1968: Tres aproximaciones a la literatura
- 1974: Eduardo Falú
- 1975: Carta a un joven escritor
- 1976: Diálogos con Jorge Luis Borges
- 1976: La cultura en la encrucijada nacional
- 1979: Apologías y rechazos
- 1979: Los libros y su misión en la liberación e integración de la América Latina
- 1985: Nunca más: informe de la Comisión Nacional sobre la Desaparición de Personas (CONADEP)
- 1988: Entre la letra y la sangre
- 1990: Querido y remoto muchacho
- 1998: Antes del fin
- 2000: La resistencia
- 2002 El horizonte ante el abismo
- 2002 Confesiones de un viejo escritor
- 2004: España en los diarios de mi vejez

### Antologías
- 1967: ¿Qué es el existencialismo?
- 1967: El pensamiento nacional y la encíclica Popularum Progressio
- 1969: Itinerario
- 1969: La convulsión política de nuestro tiempo. Enfrentamientos y coincidencias de una dramática selección de textos, frases, citas y aforismos
- 1971: Claves políticas
- 1973: La cultura en la encrucijada nacional
- 1974: Páginas vivas
- 1975: Antología
- 1981: La robotización del hombre y otras páginas
- 1982: Narrativa completa
- 1985: Páginas de Ernesto Sábato
- 1986: Sábato: cultura y educación
- 1989: Lo mejor de Ernesto Sábato
- 1995: Ernesto Sábato: pintura

### Como antropólogo
- 1999: Cuentos que me apasionaron 1
- 1999: Cuentos que me apasionaron 2

### Obras completas
- 1966 Obras de ficción
- 1970 Obras de ensayo
- 1997 Obras completas. Ensayos
- 1997 Obras completas. Narrativa